# Émile Faguet

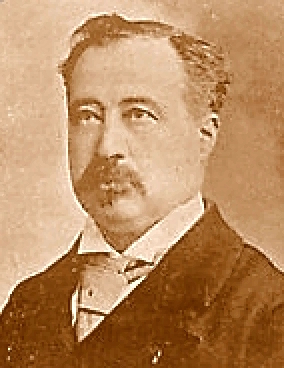
Émile Faguet um etwa 1900

Émile Faguet (* 17. Dezember 1847 in La Roche-sur-Yon, Département Vendée; † 7. Juni 1916 in Paris) war ein französischer Literaturkritiker und Schriftsteller.

## Leben
Faguet erhielt seine Bildung am Lycée Charlemagne in Paris und wechselte später an die École normale supérieure. Anschließend arbeitete er einige Zeit als Lehrer in La Rochelle (Charente-Maritime) und Bordeaux (Département Gironde). Später nahm er einen Ruf nach Moulins (Département Allier) an.
1900 wählte die Académie française Faguet zum Nachfolger des verstorbenen Victor Cherbuliez und nahm ihn in ihre Reihen auf (Fauteuil 3). In dieser Funktion beklagte er 1909 die seiner Meinung nach schlechte Schreibfähigkeit junger Franzosen. Faguet heiratete 1916 in Paris Suzanne Travichon, starb aber noch im selben Jahr. Ihm folgte in der Académie, bedingt durch den Ersten Weltkrieg, erst 1918 der Politiker Georges Clemenceau nach. Seine letzte Ruhestätte fand er auf dem Friedhof von Montparnasse.

## Werke (Auswahl)
- Gustave Flaubert. Paris 1899.
- Questions politiques. Paris 1899.
- Histoire de la littérature française jusqu’à la fin du XVIe siècle. Paris 1900.
- Histoire de la littérature française depuis XVIIe siècle jusqu’à nos jours. Paris 1900.
- Propos littéraires. Fünf Bände, Paris 1902.
- Émile Zola. Paris 1903.
- Pour qu’on lise Platon. Paris 1905.
- L’anticléricalisme. Paris 1906.
- Rousseau penseur. Paris 1910.
- Rousseau artiste. Paris 1910.
- Vie de Jean-Jacques Rousseau. Paris 1911.
- Balzac. Paris 1913.